# オオホザキアヤメ

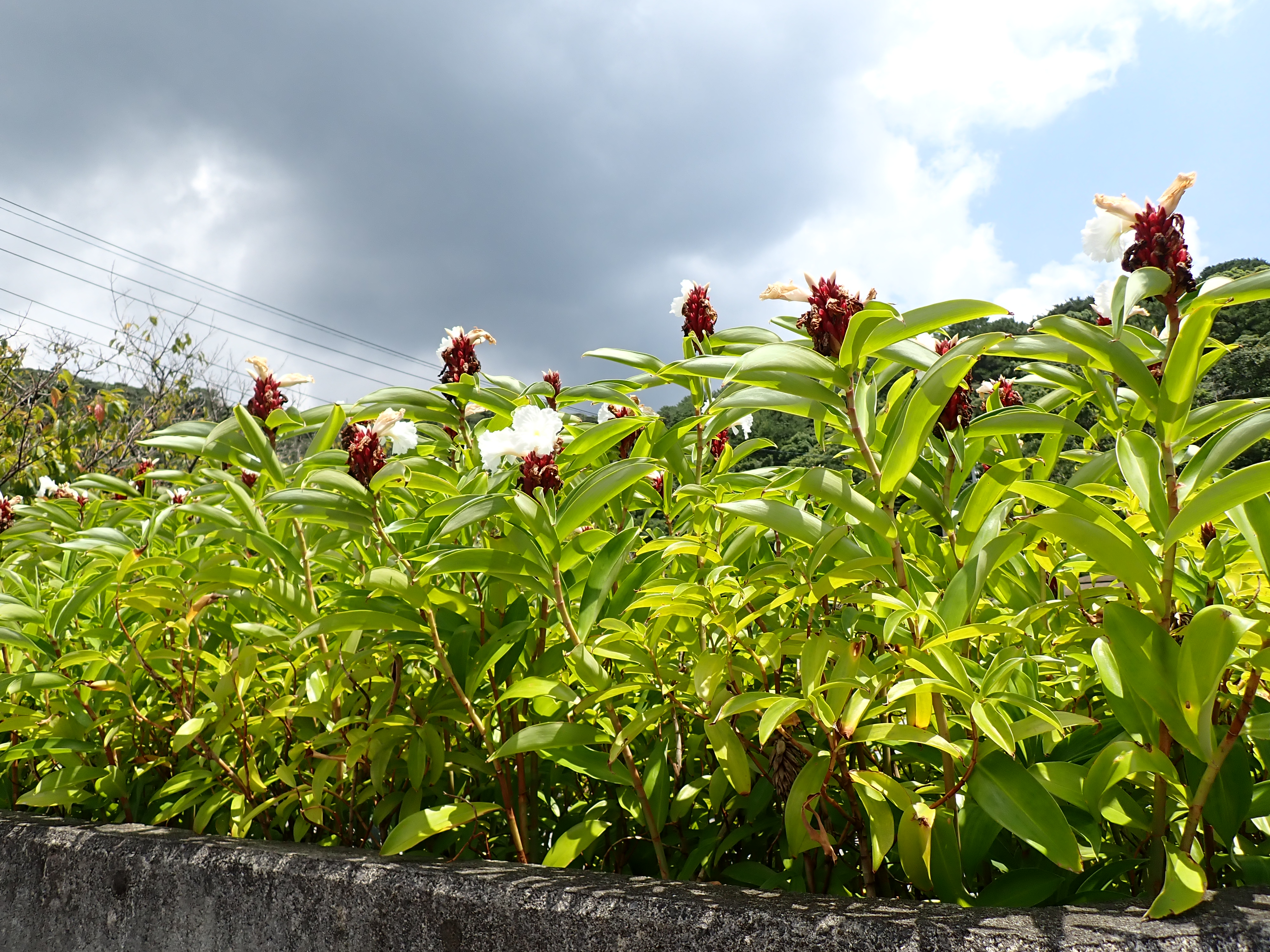
オオホザキアヤメ（2024年8月 沖縄県国頭村）

オオホザキアヤメ（別名フクジンソウ、学名：Hellenia speciosa）はオオホザキアヤメ科オオホザキアヤメ属の多年生草本。オオホザキアヤメ科は新エングラー体系ではショウガ科の亜科とされていたが、葉が螺旋状に付くことなどから、クロンキスト体系およびAPG体系において独立の科とされる。以前はCostus属に分類されていたため、図鑑によってはショウガ科や旧学名Costus speciosusで掲載されることがある。
本項における学名はPOWOに従う。なお、YListは命名者をS.R.Guptaとしているが、POWOおよび原記載ではS.R.Dutta。

## 特徴
高さ1–2 m。茎を有し、葉は長さ15–30 cmほどの長楕円形～広披針形、多肉質で、茎に対して一列、螺旋状につく（ショウガ科と異なり、互生ではない）。茎の先端に花序をつける。花の唇弁は白く中心部は黄色、径10 cmほどで縁辺は波打つ。個々の花は一日花で、暗赤色の苞からなる穂状花序から1–3輪ずつ次々と咲かせる様は観賞価値が高い。花期は夏（6–8月）。斑入り品種もある。

## 分布
インド東部、東南アジア、ニューギニア原産で広域分布。

## 利用
沖縄県内では庭植えにされるが、冬越しには最低気温18℃以上が必要。熱帯地域では観賞用に栽培され、切り花に利用。地下の肥大する根茎は繊維質が多いが、乾燥重量あたり約30％のデンプンを含み、食用や薬用にされる。栽培には高温、湿潤、肥えた深い土壌を必要とする。株分けや挿し木で繁殖可能。